# Instinto (película)
Instinto es una película del año 1998, cuyo elenco estuvo compuesto por Anthony Hopkins, Cuba Gooding, Jr., George Dzundza, Donald Sutherland, y Maura Tierney. Se inspiró en una novela llamada Ishmael,  escrita por Daniel Quinn. En el año 2000 la película fue nominada en los Premios Genesis en la categoría película principal, ganándolo.

## Sinopsis
El Dr. Ethan Powell (Anthony Hopkins), un renombrado antropólogo, es encontrado en Ruanda después de haber estado desaparecido durante varios años. Al ser repatriado a Estados Unidos, se lo interna en una institución psiquiátrica tras ser acusado de asesinar a varios guardabosques. Powell se comporta de manera salvaje y no responde a los intentos de comunicación.
El joven psiquiatra Dr. Theo Caulder (Cuba Gooding Jr.) es asignado para evaluarlo con el objetivo de determinar su estado mental y esclarecer los motivos detrás de los asesinatos. En el proceso, Caulder intenta romper la aparente desconexión de Powell con el mundo humano y ganar su confianza.
A medida que se desarrolla la relación entre ambos, Powell comienza a revelar detalles de su vida en la selva africana, donde convivió durante años con un grupo de gorilas, rechazando la civilización humana y adoptando un estilo de vida basado en la armonía con la naturaleza. Las sesiones sacan a la luz reflexiones filosóficas sobre la libertad, el control social y la alienación del ser humano moderno.

## Elenco
- Cuba Gooding, Jr. - Dr. Theo Caulder
- Anthony Hopkins - Dr. Ethan Powell
- Maura Tierney - Lynn Powell
- John Ashton - Guard Dacks
- George Dzundza - Dr. John Murray
- Donald Sutherland - Dr. Ben Hillard
- John Aylward - Warden Jack Keefer
- Doug Spinuzza - Nicko
- Thomas Morris - Peter Holden
- Rex Linn - Guard Alan

## Banda sonora de la película
1. "Main Title"
2. "Into the Wild"
3. "Back to the Forest"
4. "Everybody Goes"
5. "The Killing"
6. "The Riot"
7. "Escape"
8. "End Credits"